# Ittoqqortoormiit
Ittoqqortoormiit (dánul: Scoresbysund) település Grönlandon, Sermersooq községben. A sziget keleti partján, a Scoresby Sund fjord torkolatának északi oldalán fekszik. Dán neve William Scoresby felfedező nevéből ered, aki elsőként térképezte fel a területet 1822-ben. A régió élővilágáról nevezetes, amelynek jellemző állatai a jegesmedve, a keleti pézsmatulok, valamint különböző fókák.

## Történelem
A települést Ejnar Mikkelsen és mintegy 70 inuit telepes alapította 1825-ben.

## Fordítás
- Ez a szócikk részben vagy egészben az Ittoqqortoormiit című angol Wikipédia-szócikk ezen változatának fordításán alapul.  Az eredeti cikk szerkesztőit annak laptörténete sorolja fel. Ez a jelzés csupán a megfogalmazás eredetét és a szerzői jogokat jelzi, nem szolgál a cikkben szereplő információk forrásmegjelöléseként.

1. ↑  Statbank Greenland. (Hozzáférés: 2020. február 12.)